# Saint-Jean-de-Cuculles

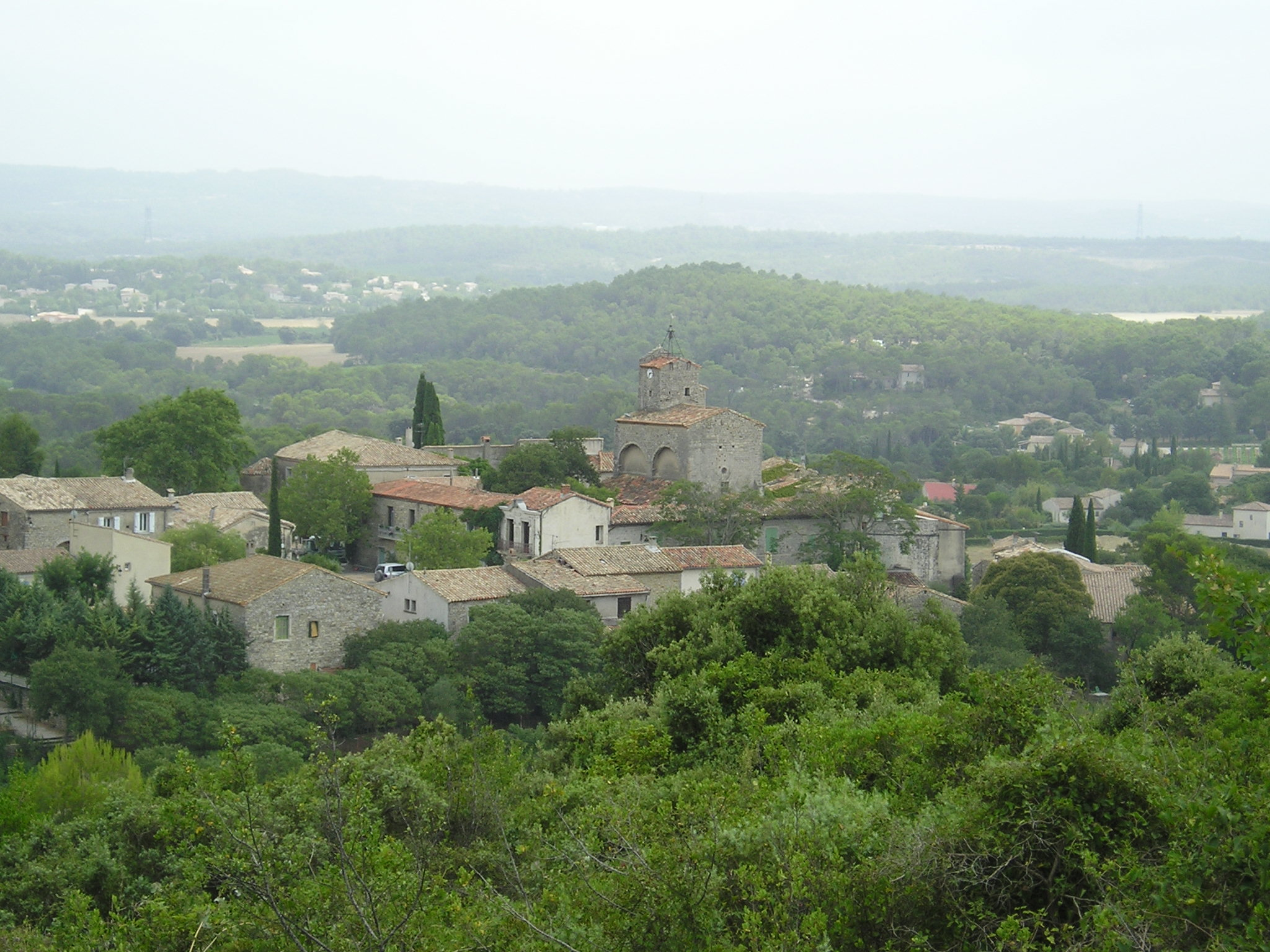

Saint-Jean-de-Cuculles – miejscowość i gmina we Francji, w regionie Oksytania, w departamencie Hérault.
Według danych na rok 1990 gminę zamieszkiwało 239 osób, a gęstość zaludnienia wynosiła 26 osób/km² (wśród 1545 gmin Langwedocji-Roussillon Saint-Jean-de-Cuculles plasuje się na 676. miejscu pod względem liczby ludności, natomiast pod względem powierzchni na miejscu 796.).